# Jeunesse Sportive des Fontenelles de Nanterre 2014-2015
Questa voce raccoglie le informazioni riguardanti il Jeunesse Sportive des Fontenelles de Nanterre nelle competizioni ufficiali della stagione 2014-2015.

## Stagione
La stagione 2014-2015 del Jeunesse Sportive des Fontenelles de Nanterre è la 4ª nel massimo campionato francese di pallacanestro, la Pro A.

## Roster
Aggiornato al 18 agosto 2020.
| JSF Nanterre 2014-15 | JSF Nanterre 2014-15 |
| Giocatori            | Staff tecnico        |
| -------------------- | -------------------- |

| N. | Naz.                                            | Ruolo | Nome                  | Anno | Alt.   | Peso   |  |
| -- | ----------------------------------------------- | ----- | --------------------- | ---- | ------ | ------ |  |
| 3  | Stati Uniti (bandiera) · Bulgaria (bandiera)    | P     | Keydren Clark         | 1984 | 180 cm | 84 kg  |  |
| 3  | Francia (bandiera)                              | P     | Joseph Gomis (C)      | 1978 | 180 cm | 76 kg  |  |
| 4  | Stati Uniti (bandiera)                          | AP    | Brandon Thomas        | 1984 | 198 cm | 97 kg  |  |
| 5  | Francia (bandiera)                              | AP    | Marc Judith           | 1987 | 193 cm | 93 kg  |  |
| 9  | Camerun (bandiera) · Francia (bandiera)         | G     | Jérémy Nzeulie        | 1991 | 188 cm | 89 kg  |  |
| 10 | Stati Uniti (bandiera)                          | AP    | Mykal Riley           | 1985 | 198 cm | 85 kg  |  |
| 11 | Stati Uniti (bandiera)                          | G     | Jamal Shuler          | 1986 | 189 cm | 90 kg  |  |
| 13 | Francia (bandiera)                              | AC    | Johan Passave-Ducteil | 1985 | 200 cm | 108 kg |  |
| 14 | Francia (bandiera)                              | C     | Mouhammadou Jaiteh    | 1994 | 208 cm | 110 kg |  |
| 21 | Stati Uniti (bandiera) · Regno Unito (bandiera) | C     | Laurence Ekperigin    | 1988 | 202 cm | 107 kg |  |
| 34 | Stati Uniti (bandiera)                          | A     | Kyle Weems            | 1989 | 198 cm | 98 kg  |  |
| 44 | Stati Uniti (bandiera)                          | P     | T.J. Campbell         | 1988 | 175 cm | 86 kg  |  |
| 93 | Francia (bandiera)                              | P     | William Mensah        | 1995 | 175 cm |        |  |

| Allenatore                                                            |
| - Pascal Donnadieu                                                    |
| Assistente/i                                                          |
| - Franck Le Goff Legenda - (C) Capitano - (IN) Inattivo - Infortunato |

## Mercato

### Sessione estiva
| Acquisti | Acquisti           | Acquisti      | Acquisti   | Acquisti |
| R.       | Nome               | da            | Modalità   |          |
| -------- | ------------------ | ------------- | ---------- | -------- |
| C        | Laurence Ekperigin | Poitiers      | definitivo |          |
| AP       | Mykal Riley        | Digione       | definitivo |          |
| AP       | Kyle Weems         | Bayreuth      | definitivo |          |
| P        | Joseph Gomis       | Limoges CSP   | definitivo |          |
| G        | Jamal Shuler       | Chimik Južnyj | definitivo |          |
| P        | T.J. Campbell      | Digione       | definitivo |          |
| P        | Keydren Clark      | Free agent    | definitivo |          |

| Cessioni | Cessioni        | Cessioni        | Cessioni       | Cessioni |
| R.       | Nome            | a               | Modalità       |          |
| -------- | --------------- | --------------- | -------------- | -------- |
| P        | Xavier Corosine | Paris-Levallois | fine contratto |          |
| P        | Trent Meacham   | Olimpia Milano  | fine contratto |          |
| AG       | Will Daniels    | Nižnij Novgorod | fine contratto |          |
| P        | Miguel Cardoso  | Quimper         | fine contratto |          |
| GA       | David Lighty    | ASVEL           | fine contratto |          |
| GA       | Serhij Hladyr   | Nancy           | fine contratto |          |
| AG       | Deshaun Thomas  | Barcellona      | fine contratto |          |
| P        | Kevin Lisch     | Saragozza       | fine contratto |          |

### Dopo l'inizio della stagione
| Acquisti | Acquisti       | Acquisti        | Acquisti      | Acquisti   |
| R.       | Nome           | da              | Data          | Modalità   |
| -------- | -------------- | --------------- | ------------- | ---------- |
| AP       | Brandon Thomas | Artland Dragons | 8 maggio 2015 | definitivo |

| Cessioni | Cessioni      | Cessioni | Cessioni         | Cessioni       |
| R.       | Nome          | a        | Data             | Modalità       |
| -------- | ------------- | -------- | ---------------- | -------------- |
| P        | Keydren Clark | Nancy    | 24 dicembre 2014 | fine contratto |